# Rustam Assakalov
Rustam Schatbijevič Assakalov (* 13. července 1984) je ruský zápasník – klasik adygejské národnosti, který od roku 2012 reprezentuje Uzbekistán.

## Sportovní kariéra
Narodil se v dnešní ruské autonomní republice Adygejsko, ale záhy se s rodiči přestěhoval do obce Natuchajevské v Krasnodarském kraji. Zápasit začal v 9 letech v nedalekém Novorossijsku v klubu Viktorija pod vedením Vladimira Cholodajeva. V 15 letech odešel na sportovní internátní školu do Krasnodaru, kde se pod vedením Ašota Petikjana specializoval na řecko-římský (klasický) styl.
Potom co se v roce 2009 umístil třetí na ruském mistrovství a opětovně nedostal pozvánku do užšího výběru ruské reprezentace projevil zájem reprezentovat jinou zemi. Na Ukrajině mu sdělili, že jediná možnost jak rychle získat občanství je fiktivní sňatek s ukrajinskou ženou, což jako ženatý člověk odmítl. Později mu přítel zápasník Jurij Patrikejev dal kontakt na představitele uzbeckého zápasnického svazu, se kterými se dohodl na spolupráci. Za Uzbekistán začal nastupovat od roku 2012 ve váze do 84 kg, ale na kvalifikačních turnajích pro olympijské hry v Londýně neuspěl. V roce 2015 se druhým místem na mistrovství světa v Las Vegas přímo kvalifikoval na olympijské hry v Riu v roce 2016. V Riu prohrál ve čtvrtfinále s Maďarem Viktorem Lőrinczem těsně 1:2 na technické body a do bojů o medaile nezasáhl.

## Výsledky
| Turnaj            | 2013 | 2014 | 2015 | 2016 | 2017 | 2018 | 2019 |
| Turnaj            | 29   | 30   | 31   | 32   | 33   | 34   | 35   |
| Turnaj            | -84  | -85  | -85  | -85  | -98  | -87  | -87  |
| ----------------- | ---- | ---- | ---- | ---- | ---- | ---- | ---- |
| Olympijské hry    |      |      |      | úč.  |      |      |      |
| Mistrovství světa | úč.  | úč.  | 2.   |      | 5.   | úč.  | 3.   |
| Asijské hry       |      | 1.   |      |      |      | 2.   |      |
| Mistrovství Asie  | 1.   | 2.   | 1.   | —    | 3.   | 1.   | 3.   |